# Куколд
Куко́лд (англ. cuckold) — фетишистская сексуальная практика, в которой один из супругов является соучастником сексуальной «неверности» своего супруга. Основным сторонником фантазии почти всегда является мужчина: именно он убеждает свою жену участвовать в его фантазии, хотя некоторые куколды могут предпочитать, чтобы жена сама инициировала эту ситуацию. Фетиш-фантазия не подразумевает, что куколда унижают против его воли.
К концу 2010-х годов определение куколд стало одним из главных сленгов у альтернативных правых, представителей маносферы и других националистических мужских движений. Этим словом они обозначают любых мужчин, по их мнению недостаточно мужественных и не разделяющих их идеологию, например придерживающихся либеральных взглядов.

## История термина

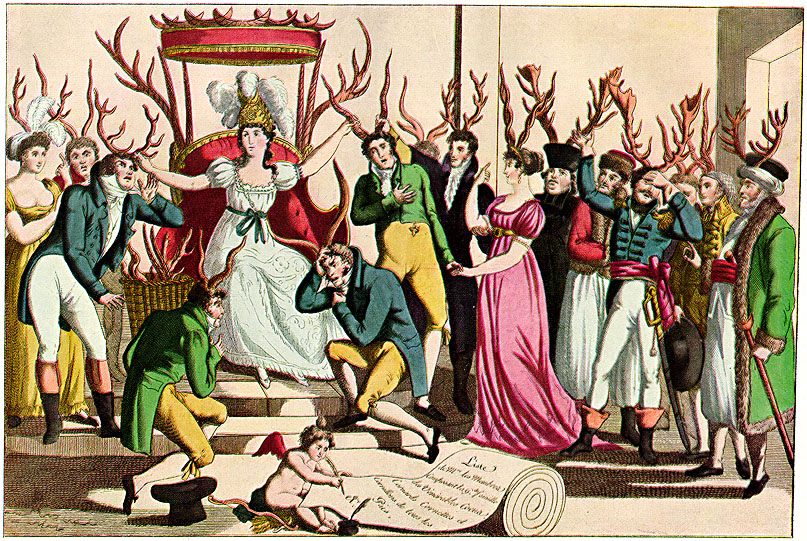
1815 г. — французская карикатура, изображающая мужчин и женщин с рогами

Слово куколд происходит от английского слова cuckold, которое означает мужа, обманутого женой. В западных традициях куколдов иногда называют «носящими рога куколда» или просто «рогоносцем». Это намёк на брачные привычки оленей, которые утрачивают своих супругов, когда их побеждает другой самец. Это слово часто подразумевает, что муж обманут; что он не знает о неверности своей жены и может не знать до тех пор, пока не появится или не вырастет ребёнок, который явно не от него (как в случае с птицами-кукушками). Оно происходит от слова «кук (англ. cuck)» (слабый или раболепный человек) и от «кукушка» (англ. cuckoo), имеется в виду её привычка откладывать свои яйца в гнёзда других птиц. Ассоциация распространена в средневековом фольклоре, литературе и иконографии.

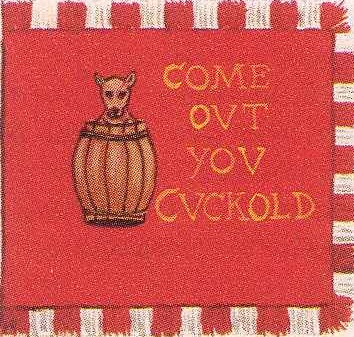
Флаг, использованный во время Английской революции Горацио Кэри в связи с печально известными семейными проблемами графа Эссекса

Первое употребление этого слова в английском языке встречается примерно в 1250 году в средневековой поэме-диспуте «Сова и соловей». Это слово было охарактеризовано как чересчур прямолинейный термин в «Падении принцев» Джона Лидгейта (1440 год).
Данное слово часто использует Шекспир, описывая обманутых мужей, а также как часть оскорбительных тирад.
Женский эквивалент куколда — кукквин (cuckquean) впервые появляется в английской литературе в 1562 году, будучи образованным путём добавления женского суффикса к слову кук (cuck).
Аббревиатура от слова куколд, термин кук (cuck) использовался альтернативными правыми, чтобы атаковать мужественность противника. Первоначально он был нацелен на других консерваторов, которых альтернативные правые считали неэффективными.
Слово «cuckold» используется в англоязычной биологической литературе как термин для называния самца, выращивающего неродное потомство. Некоторыми авторами, выступающими с позиции феминизма, (в частности, Gowaty P. A.) это рассматривается как нежелательное явление, связанное с использованием эмоционально окрашенного слова для привлечения внимания; вместо этого ими предлагается использовать более общий термин «клептогамия» для явления в целом. Другими авторами (в частности, Power H.W.) термин «cuckoldry» рассматривается как нейтральный и более точный, а попытки внедрить альтернативу — как политически мотивированные. Обычно эти термины в англоязычной литературе рассматриваются как синонимичные. Используются также описательные термины, такие как «extra‐pair paternity». В русскоязычной литературе для описания подобных отношений используется описательная терминология (например, «внебрачное отцовство», «чужое отцовство» или перевод термина «extra‐pair paternity» — «экстрапарное отцовство»).

## Сексуальный фетиш
Куколдизм — популярная форма сексуального фетиша. Фактически само определение долгое время считалось устаревшим литературным термином, пока не стало частью сленга в БДСМ-сообществе в 2000-е годы. Ими обозначали мужчин, получавших удовольствие от того, что их жёны занимаются сексом с другими, более сильными и мужественными мужчинами. «Измена» — популярная фетишистская практика, когда любовная или супружеская пара намеренно ищет мужчину для секса, куколд же получает удовольствие от процесса совокупления, он также может наблюдать за сексом или даже мастурбировать. В таких отношениях женщины называются sexwife или hotwife. Они также могут заниматься сексом с несколькими мужчинами. Как правило, в таких отношениях куколд делится сексуальными похождениями жены в специальных закрытых сообществах, чтобы находить для неё новых партнёров. Крупнейшее сообщество куколдов во Вконтакте насчитывает около 250 000 человек.
«Куколд» является одним из самых популярных запросов на PornHub. Отдельный популярный жанр в порнографии — измена белой женщины с чернокожим мужчиной. Пользователи, интересующиеся куколд-видео, также предпочитают смотреть БДСМ-видео с женским доминированием и унижением.
Психология рассматривает фетишизм куколда как вариант мазохизма, когда куколд получает удовольствие от унижения. Во фрейдистском анализе фетишизм рогоносца — это эротизация страхов неверности и неудач в мужской конкуренции за продолжение рода и привязанности женщин.

## Куколд как сленг ультраправых
В 2014 году слово «куколд» стало популярным интернет-сленгом у пользователей 4chan в свете скандала геймергейт вокруг критики культуры сексизма среди геймеров и в видеоиграх. Участники скандала, выступавшие против подобной критики и по совместительству участники 4chan, стали формировать идеологическую основу, основанную на превосходстве белых мужчин и неприятии идей политкорректности — альт-райт. Частью их идеологии стала идея разделения мужчин на «альфа» — истинно мужественных сторонников идеологии и «бета» — остальных мужчин, не достаточно мужественных, а значит не достойных. Последних стали называть куколдами, этим словом обозначали мужчин, придерживающихся либеральных взглядов, а значит по мнению альт-райт, ставящих интересы других групп вышей своих. В мировоззрении националистов, при либерализме мужчины находятся в унизительном положении и те, кто добровольно принимает такое положение, становятся куколдами. У определения есть расистский, гомофобный и мизогинный подтекст, куколдами называют мужчин, выступающих за права ЛГБТ, национальных меньшинств, репродуктивные права женщин и их отношения с мужчинами другой расы.
Куколд быстро превратилось в ругательное слово в отношении мужчин-либералов, выступая главным синонимом более традиционных гомосексуальных оскорблений. К 2015 году определение стало использоваться уже за пределами 4chan, в социальных сетях, но особую популярность приобрело в 2016 году на фоне объявления в подготовке к предвыборной кампании Дональда Трампа, куколд, как политическое оскорбление стали активно использовать сторонники Трампа в отношении оппонентов. Довольно быстро им стали пользоваться уже более широкие группы консерваторов, сторонников превосходства белых и ультраправых организаций в США. Консерваторов, не желающих ассоциироваться с ультраправыми, стали обозначать как «cuckservative» — производное от слияния слов куколд и консерватор.